# Max Zorin
(Max Zorin)
Max Zorin è un personaggio immaginario, nemico del protagonista James Bond, e il principale antagonista del film 007 - Bersaglio mobile (1985). È interpretato da Christopher Walken.

## Contesto
Tra gli attori considerati per il ruolo di Zorin, poi assegnato a Walken, vi furono David Bowie e Rutger Hauer.

## Biografia

Logo delle Zorin Industries di Max Zorin.

Zorin è un ricco industriale francese, ma di origini russe, che si dice nato da un esperimento nazista sugli embrioni di neonati, programmati dalla nascita per avere un elevato quoziente intellettivo. Zorin, che ha trascorsi nel KGB e una passione per le corse dei cavalli, ha ordito un folle piano segreto denominato "Main Strike" che ha l'obiettivo di cancellare con un terremoto artificiale la Silicon Valley, la prima produttrice di circuiti integrati e microprocessori al mondo, così da trasformare le Zorin Industries nel leader globale e incontrastato del settore. Zorin verrà fermato da Bond e da May Day, quest'ultima amante e guardia del corpo di Zorin, che lo tradirà quando si scoprirà a sua volta tradita da colui che ha sempre amato e protetto. Nel finale Bond segue Zorin sul suo dirigibile e i due lottano sul Golden Gate, con lo scontro che si conclude con la caduta di Zorin dal ponte e la sua morte.

## Omicidi commessi da Zorin
- W.G. Howe, direttore del dipartimento geologico di San Francisco ucciso a colpi di pistola per incastrare Bond e successivo incendio col cognac e benzina del palazzo;
- Diversi minatori della miniera "Main Strike", uccisi prima con una bomba e poi a colpi di mitra per evitare testimoni scomodi;

## Tirapiedi
- May Day
- Scarpine
- Dr. Carl Mortner/Hans Glaub
- Pan Ho
- Jenny Flex